# Fuck With You
«F*** With You», también conocida como Fuck With You, es una canción realizada por el disc jockey y productor francés Bob Sinclar, con la colaboración de la cantante británica Sophie Ellis-Bextor y el rapero Gilbere Forte, incluida en el álbum de Sinclar, Disco Crash. Alcanzó el número 7 en las listas de Italia, donde recibió el disco de oro.

## Video musical
El video musical que acompañó el estreno de «F*** With You», fue lanzado en Youtube el 17 de abril de 2012. Tiene una duración total de tres minutos y dieciocho segundos.
En el video aparecen muchas mujeres ligeras de ropa, donde en ningún momento aparece Sophie Ellis-Bextor.
El video tiene el mismo efecto y montaje que usaron varios artistas, como, el grupo de rock White Stripes con su canción, Seven Nation Army, Kylie Minogue con su canción The One y Mónica Naranjo con Europa.

## Lista de canciones y formatos
| Descarga digital |                                     |          |  |
| N.º              | Título                              | Duración |  |
| 1.               | «F*** With You» (Original Mix)      | 3:11     |  |
| 2.               | «F*** With You» (Radio Edit)        | 3:11     |  |
| 3.               | «F*** With You» (Original Club Mix) | 4:52     |  |
| 4.               | «F*** With You» (Fuzzy Hair Remix)  | 5:52     |  |

## Posicionamiento en listas y certificaciones
| Lista (2012)                                | Mejor posición |
| ------------------------------------------- | -------------- |
| Bélgica (Flandes) (Ultratop 50)             | 35             |
| Bélgica (Valonia) (Ultratip Bubbling Under) | 2              |
| Francia (SNEP)                              | 144            |
| Italia (FIMI)                               | 7              |

| País   | Organismo certificador | Certificación | Ventas | Ref.  |
| ------ | ---------------------- | ------------- | ------ | ----- |
| Italia | FIMI                   | Oro           | 15 000 | [ 8 ] |